# أومي
إسمه الحقيقي عمر سامويل باسلي (بالإنجليزية: Omar Samuel Pasley)‏ هو مغني جمايكي ولد في يوم 3 سبتمبر 1986 في منطقة كلاردندون في جمايكا، عرف بأغنية تشيرليدر التي إحتلت المراكز الأولى في عدة دول.

## روابط خارجية
- أومي على موقع ميوزك برينز (الإنجليزية)
- أومي على موقع أول ميوزيك (الإنجليزية)
- أومي على موقع ديسكوغز (الإنجليزية)